# Mykolajiw
Mykolajiw (ukrainisch Миколаїв ⓘ; russisch Николаев Nikolajew) ist eine Stadt in der südlichen Ukraine mit etwa 480.000 Einwohnern. Mykolajiw ist die Hauptstadt der Oblast Mykolajiw am Zusammenfluss des Südlichen Bug mit dem Inhul im Küstengebiet des Schwarzen Meeres gelegen. Beide Flüsse umfassen, 25 km oberhalb der Mündung ins Meer, in einem weit nach Westen ausholenden Bogen von Nordosten nach Süden den Kern der auf einem etwa 20 m hohen Plateau liegenden Stadt. Mykolajiw ist kultureller Mittelpunkt des Gebietes mit Hochschulen und Theater, die Stadt selbst ist überwiegend russischsprachig.
Odessa liegt 100 km südwestlich, die Hafenstadt Cherson 60 km südöstlich.
Erst einige Zeit nach Ende des Zweiten Weltkrieges sind die Ponton-/Schiffsbrücken über Bug und Inhul durch feste Brücken mit Drehteilen für die Passage von See- und Kriegsschiffen ersetzt worden.

## Verwaltungsgliederung

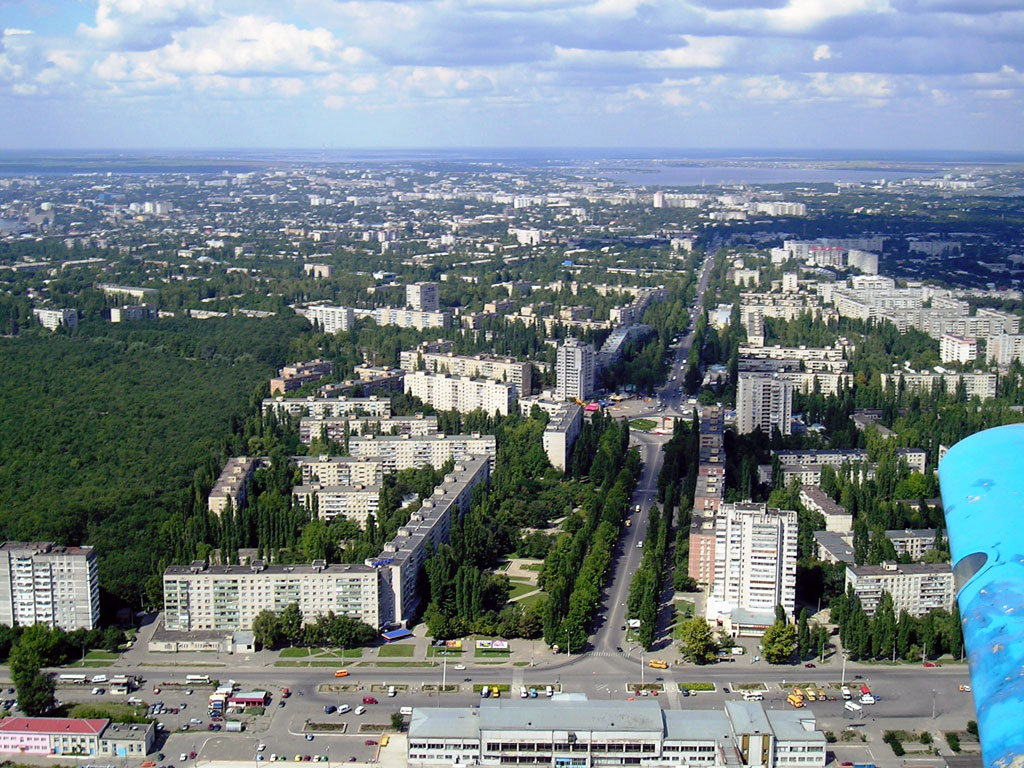
Mikrorajon in Mykolajiw

Am 12. Juni 2020 wurde die Stadt zum Zentrum der neugegründeten Stadtgemeinde Mykolajiw (ukrainisch Миколаївська міська громада/Mykolajiwska miska hromada), zu dieser zählen auch die 4 Stadtrajone Rajon Sawod, Rajon Korabel, Rajon Inhul und Rajon Zentral, bis dahin bildete sie die gleichnamige Stadtratsgemeinde Mykolajiw (Миколаївська міська рада/Mykolajiwska miska rada) unter Oblastverwaltung im Südwesten des ihn umgebenden Rajons Mykolajiw.
Am 17. Juli 2020 kam es im Zuge einer großen Rajonsreform zum Anschluss des Rajonsgebietes an den Rajon Mykolajiw.
In der Stadt ist die 79. luftbewegliche Brigade der ukrainischen Armee stationiert.

## Wirtschaft
Mykolajiw ist Industriezentrum mit Maschinenbau für die Landwirtschaft und die Baubranche, Leicht- und Nahrungsmittelindustrie und einem Kernkraftwerk in der Nähe der Stadt. Die Stadt war der bedeutendste Schiffbaustandort in der Sowjetunion und besitzt heute als maritimes Zentrum der Ukraine drei Großwerften, Handelshäfen am Bug und eine Marinebasis am Inhul sowie eine Schiffbauakademie. Im Winter können Hafen und Marinebasis durch den Einsatz von Eisbrechern freigehalten werden.
Die Stadt ist unter anderem Sitz von Nibulon, einem der größten Agrarkonzerne der Ukraine mit Ackerflächen von mehr als 80.000 ha.
Die Stadt ist an das Eisenbahnnetz nur nach Norden und Nordosten hin angebunden. Knapp 10 km nordwestlich des Stadtzentrums befindet sich der Flughafen Mykolajiw (IATA-Flughafencode: NLV).
Durch die Stadt verläuft die internationale Fernstraße M 14, die hier über die Warwariwka-Brücke den Südlichen Bug überquert.

## Geschichte

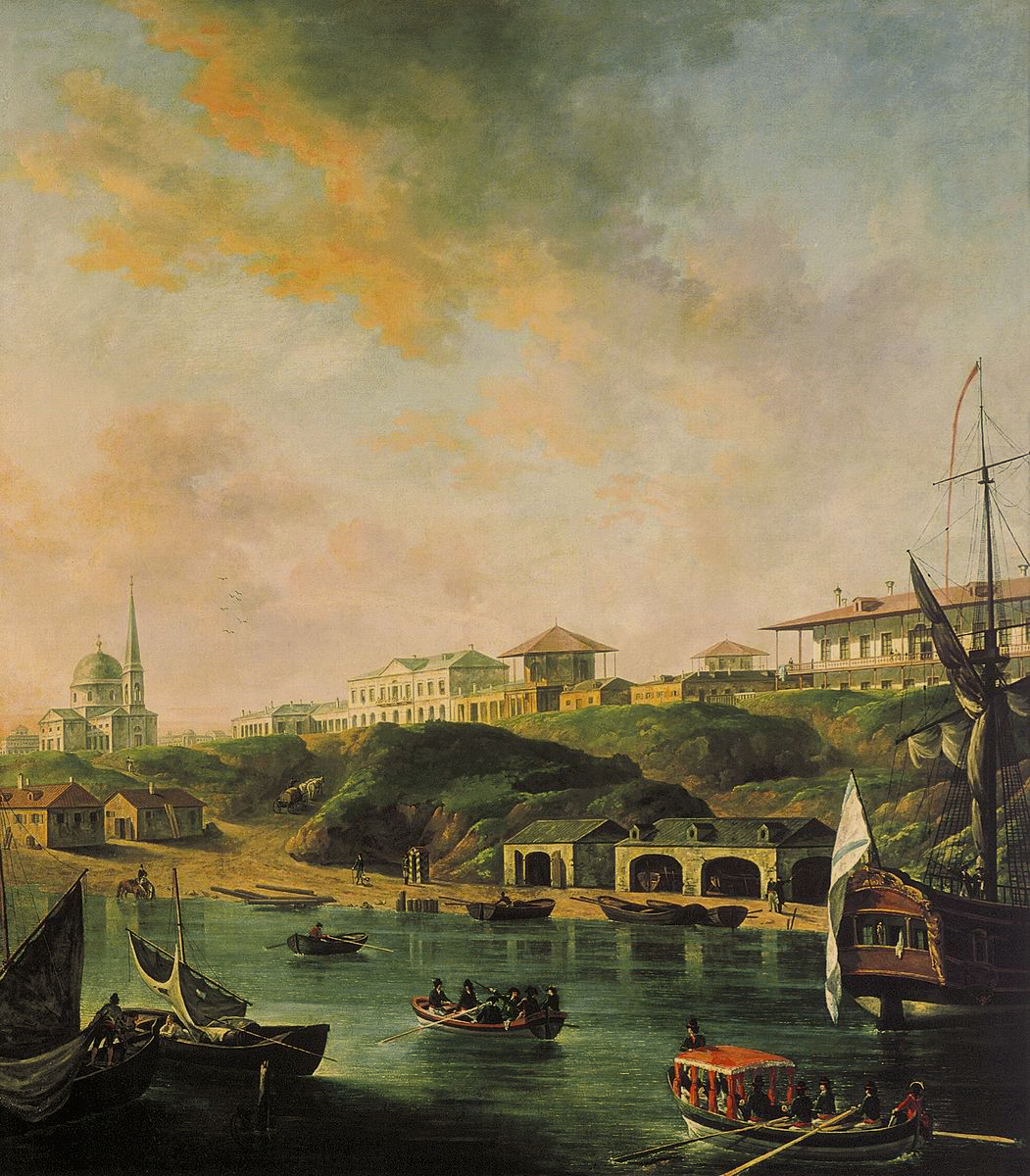
Fjodor Alexejew. Ansicht der Stadt Nikolajew, 1799. Tretjakow-Galerie in Moskau

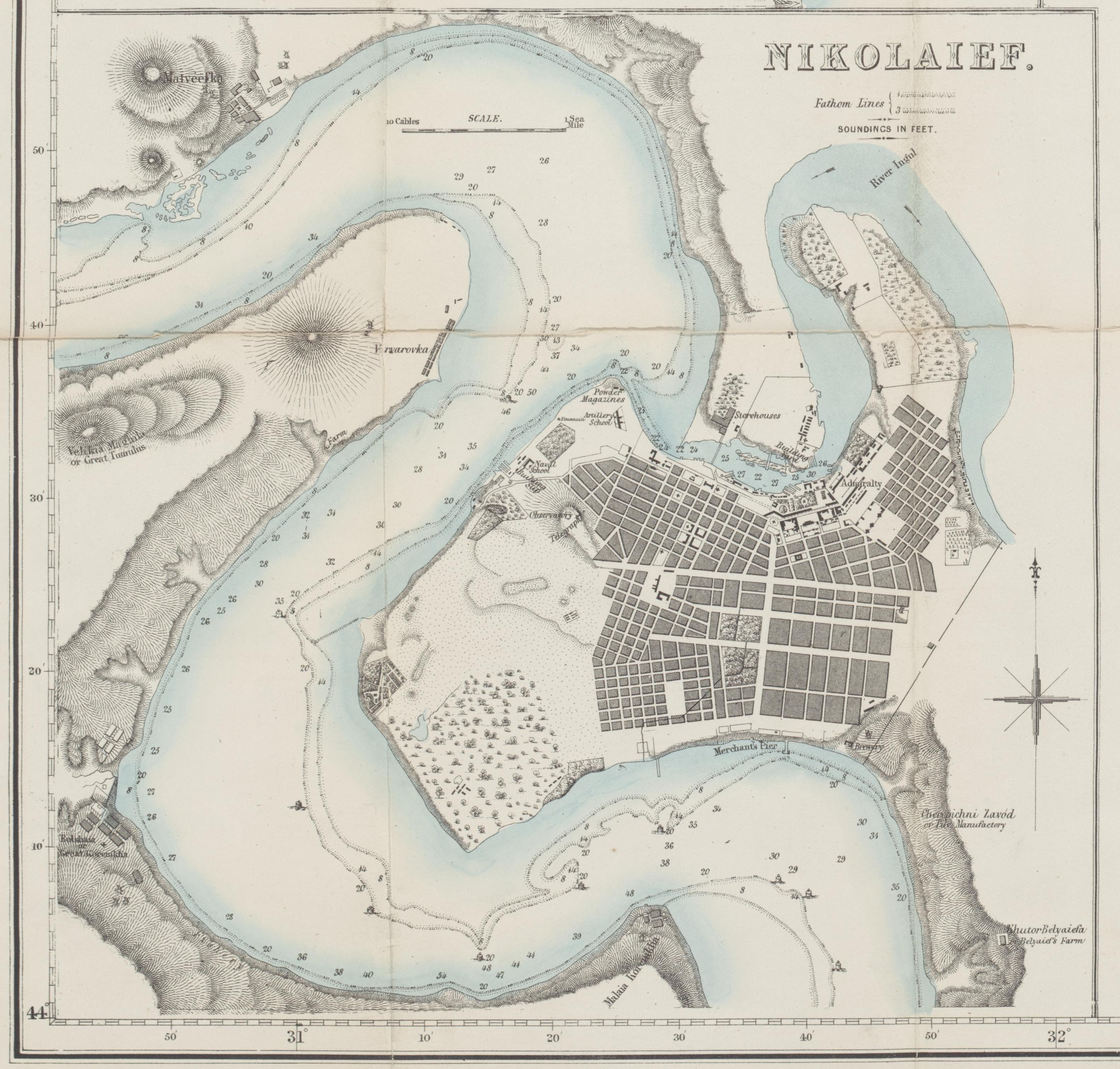
Karte der Stadt, 1855.

Im Sechsten Türkenkrieg von 1787 bis 1792 eroberte Russland die bis dahin unter osmanischer Oberhoheit stehende Nordwestküste des Schwarzen Meeres. Noch vor dem Frieden von Jassy gründete die Zarin Katharina II. am 7. September 1789 die Stadt Nikolajew als neue Marinebasis und Admiralität (bis 1898) der Schwarzmeerflotte in der Nähe einer alten griechischen Siedlung. Der Generalgouverneur Fürst Potjomkin beauftragte den Brigadier Michail Falejew, den „ersten Bürger der Stadt“, mit dem Aufbau der Stadt und der Werft. 1897 wurde im Ort eine Straßenbahn eröffnet, die bis heute eine Säule im öffentlichen Nahverkehr darstellt. Bei den Oktoberpogromen im Jahre 1905 verwüstete der Mob einen Großteil der jüdischen Viertel der Stadt und ermordete neun Juden.
Von 1941 bis 1944 war Nikolajew von der deutschen Wehrmacht besetzt. Bereits zu Anfang der Besatzungszeit wurden fast alle jüdischen Einwohner – sie machten ca. 15 bis 20 % der Stadtbevölkerung aus – von der SS ermordet. Von April 1942 bis zum November 1943 wurde das Stalag 364 aus dem polnischen Rzeszów nach Nikolajew verlagert. Bei den Kampfhandlungen und durch Sprengungen beim Abzug der Roten Armee 1941 bzw. der Deutschen 1944 wurden in der Stadt vor allem die beiden Werften weitgehend zerstört. Sogleich nach der Rückeroberung der Stadt im Frühjahr 1944 durch die Rote Armee begann unter Einsatz deutscher, ungarischer und rumänischer Kriegsgefangener sowie sowjetischer Zwangsarbeiter der Wiederaufbau, vornehmlich der beiden Werften. Das große Kriegsgefangenenlager 126 mit zwei Abteilungen in der Nachbarschaft der beiden Werften, belegt mit bis zu 10.000 Gefangenen verschiedener Nationalitäten, bestand bis Mai 1949.

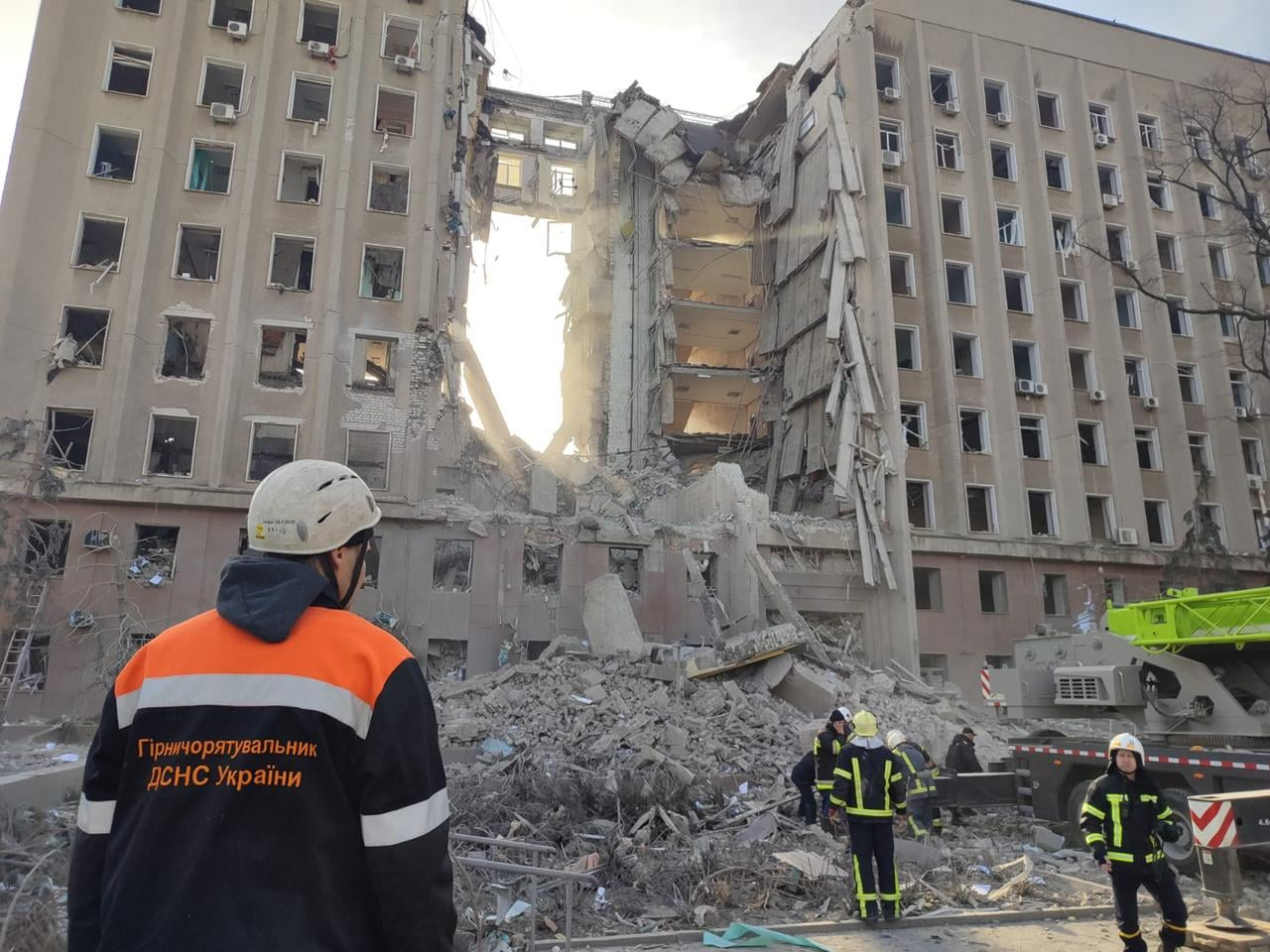
Folgen des russischen Angriffs auf das Verwaltungsgebäude der Regionalverwaltung am 29. März 2022

Beim russischen Überfall auf die Ukraine wurde Mykolajiw im Jahr 2022 mit Streubomben beschossen. Es kamen alleine bei einem Angriff auf ein Verwaltungsgebäude Ende März 36 Menschen ums Leben. Bis Anfang August 2022 waren 132 Zivilisten in der Stadt getötet und 619 verletzt worden. Trinkwasser musste täglich in die Stadt transportiert werden, aus den Wasserhähnen kam Salzwasser.

## Bevölkerung
Laut der Volkszählung von 2001 sind 72,7 % der Bewohner ethnische Ukrainer und 23,1 % ethnische Russen. Mykolajiw zählt zu jenen Teilen der Ukraine, in denen die russische Sprache dominiert. Als Muttersprache gaben 56,81 % Russisch an und 42,17 % Ukrainisch. Einige unabhängige Statistiken nannten höhere Zahlen an russischen Muttersprachlern. So gab eine Studie aus dem Jahr 2004 die Zahl der bevorzugt russischsprachigen Bevölkerung in der gesamten Oblast mit 66 % an. Seit 2012 ist Russisch neben dem Ukrainischen in der gesamten Region Mykolajiw wieder eine regionale Amtssprache.

### Bevölkerungsentwicklung
| Jahr      | 1897   | 1923   | 1926    | 1939    | 1959    | 1970    | 1979    | 1989    | 2001    | 2005    | 2012    | 2020    |
| --------- | ------ | ------ | ------- | ------- | ------- | ------- | ------- | ------- | ------- | ------- | ------- | ------- |
| Einwohner | 92.012 | 82.264 | 101.182 | 168.676 | 226.207 | 331.037 | 439.915 | 502.776 | 514.136 | 509.011 | 497.032 | 480.080 |

Quelle: 

## Bildungseinrichtungen

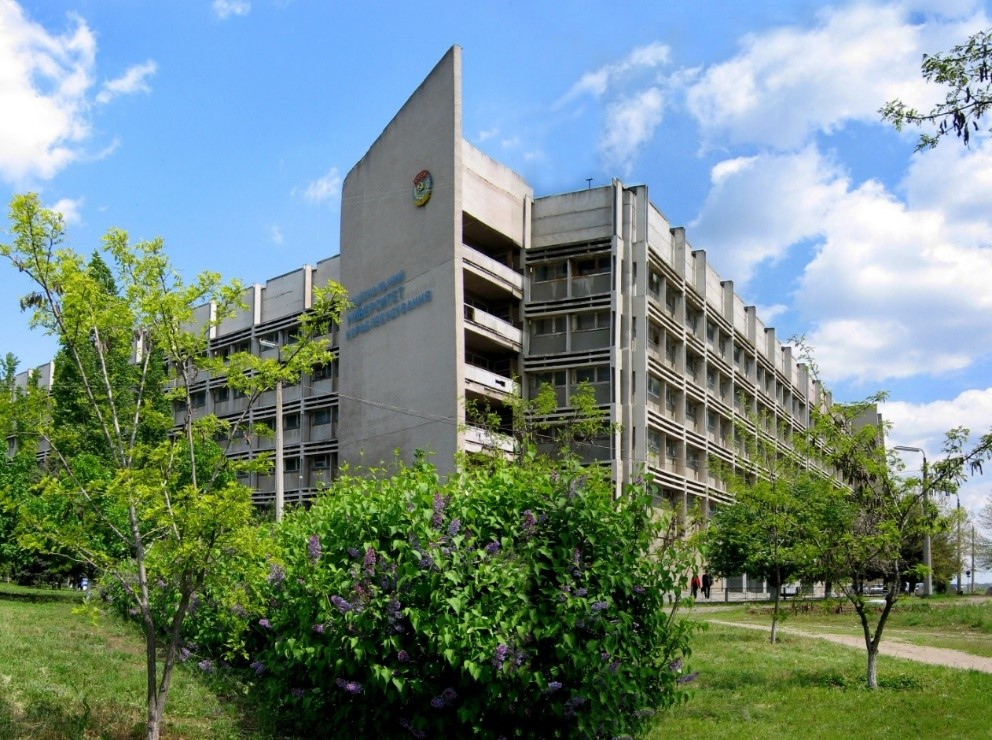
Admiral Makarow-Universität für Schiffbau. Das Hauptgebäude im Jahr 2019.

In Mykolajiw sind zehn Hochschulbildungseinrichtungen tätig:
- Admiral Makarow-Universität für Schiffbau
- Nationale Suchomlynskyj-Universität
- Nationale Landwirtschaftliche Universität
- Petro-Mohyla-Nationaluniversität der Schwarzes-Meer-Region
- Internationale Polytechnische Universität Mykolajiw.
- Interregionale Hochschule Offene internationale Universität für persönliche Entwicklung „Ukraine“
- Mykolajiw-Filiale Kiewer nationale Universität für Kultur und Kunst
- Mykolajiw-Filiale Nationale Universität „Juristische Akademie Odessa“
- Mykolajiw-Filiale der privaten Hochschuleinrichtung „Europäische Universität“

In der Stadt gibt es 65 Gesamtschulen, Lyzeums, Gymnasien, Colleges, 3 Abendschulen, 71 vorschulische Bildungseinrichtungen sowie 12 private und kommunale Bildungseinrichtungen.

## Kultur und Kunst
Mykolajiw ist ein bedeutendes Kultur- und Bildungszentrum der südlichen Ukraine.
In Mykolajiw arbeiten 58 Errichtungen der Kultur, die aus der Mittel der Stadtverwaltung finanziert werden. Unter ihnen drei Theater, fünf Museen, das Kulturzentrum der Stadt und 4 Kulturhäuser, 10 Schulen der ästhetischen Erziehung, Klubeinrichtungen, Stadtparks für Kultur und Erholung und der Zoo, ein Spielkomplex die Stadt der Kinder „Märchen“, ein verzweigtes Netz von 35 Bibliotheken und dergleichen.

### Theater
In Mykolajiw gibt es drei Theater – Akademisches ukrainisches Theater für Drama und Musikkomödie, Akademisches Kunstdramatheater und Staatliches Puppentheater. In der Stadt existiert eine regionale Philharmonie, das städtische Theater-Studio, das städtische Kammerorchester.
Akademisches ukrainisches Theater für Drama und Musikkomödie feierte im November 2017 seinen 90. Geburtstag mit einer großen Benefizveranstaltung „90 Perlen auf dem Samt der Rampe“. Jede Saison veranstaltet das Theater 10-12 Premieren. Am 31. Mai 2021 wurde dem Akademischen ukrainischen Theater für Drama und Musikkomödie der Status eines Nationaltheaters per Dekret des Präsidenten der Ukraine verliehen.
Das akademische Kunstdramatheater Mykolaiv feierte 2019 seinen 85. Geburtstag. Das akademische Kunstdramatheater veranstaltet Internationalen offenen Theaterwettbewerb „Homo Ludens“, ein Festival, das seit 2006 in der Stadt Mykolaiv stattfindet (bis 2016 – jährlich, ab 2019 – alle zwei Jahre in regelmäßigen Abständen). Das Festival zeigt die für die Gegenwart relevanten Entdeckungen der Theaterkunst, öffnet die Möglichkeiten für weitere Theateraktivitäten und sendet Impulse an die Entwicklung des Amateurtheaters.
Das regionale Puppentheater Mykolaiv wurde im Dezember 1970 geöffnet. Das Puppentheater Mykolaiv gehört zu den fünf besten Puppentheatern der Ukraine. Jährlich finden hier 650 Aufführungen statt, 4 bis 7 neue Aufführungen, 45.000 Zuschauer besuchen das Theater.
Die Philharmonie Mykolaiv organisiert Konzerte und fördert musikalische Kunst in der Stadt. Das Kammerorchester „Ars-Nova“, das Volksinstrumente-Orchester „Uzory“ und das Vokalensemble der ukrainische Lieder „Freie Kosaken“, das Varieté-Ensemble „Art Colors Bend“ sind in der Struktur der Philharmonie tätig. Neben kreativen Kollektiven arbeiten in der Philharmonie Solisten, Instrumentalisten, Künstler der Konversations- und Tanzgenres. Die Philharmonie ist der Initiator der Festivals „Goldene Saite“, „Chor-Assemblee“, „Vivat quitare!“ und des ukrainischen nationalen Kunstprojekts „Junge Philharmoniker“.
|                                                                      | |                                                                         |                                                                 |
| Akademisches Dramatheater Mykolajiw. Das Theatergebäude im Jahr 2010 | Akademisches ukrainisches Theater für Drama und Musikkomödie Mykolajiw. Das Theatergebäude im Jahr 2014 | Staatliches Puppentheater in Mykolajiw. Das Theatergebäude im Jahr 2010 | Philharmonie in Mykolajiw. Das Philharmoniegebäude im Jahr 2009 |

### Museen
In der Stadt gibt es das Regionalmuseum für Heimatkunde, das Schiffbau- und Flottenmuseum (Filiale des Regionalmuseums für Heimatkunde), das Museum „Untergrund-Partisanenbewegung in den Jahren des Großen Vaterländischen Krieges. 1941-1945“, das Wassili-Wereschtschagin-Kunstmuseum, das Sternwarte-Museum.
Das Regionalmuseum für Heimatkunde, das regionale Heimatkundemuseum in der Stadt Mykolajiw, hat die größte Sammlung von Materialien und Dokumenten über Geschichte und Kultur der Südlicher-Bug-Region und der Stadt Mykolajiw. Das Museum wurde 1913 geöffnet.
Das Schiffbau- und Flottenmuseum Mykolajiw ist ein Schifffahrtsmuseum. Es ist das einzige Spezialmuseum für die Technik des Schiffbaus in der Ukraine und dokumentiert zudem die Geschichte der Schifffahrt auf dem Schwarzen Meer.
Das Wassili-Wereschtschagin-Kunstmuseum ist ein Zentrum für Kultur und ästhetische Erziehung der Stadt Mykolajiw. Derzeit umfasst die Sammlung des Museums etwa zehntausend Exponate, die eine Art künstlerische Chronik der Ukraine und der Nachbarländer darstellen. Das Museum wurde 1914 als Denkmal für den berühmten russischen Künstler Wassili Wereschtschagin gegründet.
Am Ende der 2000er Jahre wurde die Idee zur Schaffung eines Museums am Sternwarte Mykolajiw umgesetzt. Seine Ausstellung umfasst eine einzigartige Sammlung von astronomischen Instrumenten, die in der 200-jährigen Geschichte der Sternwarte gesammelt wurden. Die Ausstellung des Museums befindet sich im Runden Saal des Hauptgebäudes und in zwei astronomischen Pavillons. Der runde Saal zeigt eine Sammlung astronomischer Uhren, die eine Reihe einzigartiger, hochpräziser mechanischer Uhren enthält, die im 18. bis 20. Jahrhundert von berühmten englischen, niederländischen, deutschen und inländischen Meistern hergestellt wurden. Außerdem gibt es hier eine Sammlung der technischen Mittel für die Betrachtung von Sternen vom 13. Jahrhundert bis zu moderne zu sehen.
|                                                                 |                                                               |                                                                      |                                                       |
| Regionalmuseum für Heimatkunde. Das Museumsgebäude im Jahr 2011 | Schiffbau- und Flottenmuseum. Das Museumsgebäude im Jahr 2013 | Wassili-Wereschtschagin-Kunstmuseum. Das Museumsgebäude im Jahr 2015 | Sternwarte-Museum Mykolajiw. Das Gebäude im Jahr 2012 |

## Städtepartnerschaft
- Galați, Rumänien
- Plewen, Bulgarien
- Malko Tarnowo, Bulgarien
- Bordschomi, Georgien
- Lyon, Frankreich
- Tiraspol, Moldawien
- Triest, Italien
- Bursa, Türkei[19]
- Tianjin, Volksrepublik China
- Bedburg, Deutschland (Solidaritätspartnerschaft)[20]

Im Juni 2022 erklärte die Stadt Hannover, eine „Solidaritätspartnerschaft“ mit Mykolajiw anzustreben. Mit Niedersachsen besteht eine EU-Partnerschaft.

## Trivia
Der am 2. September 1982 von Nikolai Stepanowitsch Tschernych am Krim-Observatorium entdeckte Asteroid (8141) Nikolaev wurde nach dem russischen Namen der Stadt benannt.